# Női kajak egyes 500 méter az 1948. évi nyári olimpiai játékokon
Az 1948. évi nyári olimpiai játékokon a kajak-kenu női kajak egyes 500 méteres versenyszámát augusztus 12-én rendezték Henley-i-ben.

## Eredmények
Az időeredmények másodpercben értendők. A rövidítések jelentése a következő:
- OB: olimpiai legjobb idő
- Q: továbbjutás helyezés alapján

### Előfutamok
Az előfutamokból az első négy helyezett a döntőbe jutott, a többiek kiestek.
| Helyezés | Név                         | Nemzet               | Idő      | Mj       |
| 1. futam | 1. futam                    | 1. futam             | 1. futam | 1. futam |
| -------- | --------------------------- | -------------------- | -------- | -------- |
| 1.       | Růžena Košťálová            | Csehszlovákia (TCH)  | 2:39,6   | Q, OB    |
| 2.       | Sylvi Saimo                 | Finnország (FIN)     | 2:41,7   | Q        |
| 3.       | Anna Van Marcke             | Belgium (BEL)        | 2:44,7   | Q        |
| 4.       | Claire Vautrin              | Franciaország (FRA)  | 2:45,2   | Q        |
| 5.       | Joyce Richards              | Nagy-Britannia (GBR) | 3:00,1   |          |
| 2. futam |                             |                      |          |          |
| 1.       | Karen Hoff                  | Dánia (DEN)          | 2:32,2   | Q, OB    |
| 2.       | Alida van der Anker-Doedens | Hollandia (NED)      | 2:35,4   | Q        |
| 3.       | Fritzi Schwingl             | Ausztria (AUT)       | 2:35,7   | Q        |
| 4.       | Bánfalvi Klára              | Magyarország (HUN)   | 2:37,5   | Q        |
| 5.       | Ingrid Wallgren             | Svédország (SWE)     | 2:38,5   |          |

### Döntő
| Helyezés | Név                         | Nemzet              | Idő    | Mj |
| -------- | --------------------------- | ------------------- | ------ | -- |
| Arany    | Karen Hoff                  | Dánia (DEN)         | 2:31,9 | OB |
| Ezüst    | Alida van der Anker-Doedens | Hollandia (NED)     | 2:32,8 |    |
| Bronz    | Fritzi Schwingl             | Ausztria (AUT)      | 2:32,9 |    |
| 4.       | Bánfalvi Klára              | Magyarország (HUN)  | 2:33,8 |    |
| 5.       | Růžena Košťálová            | Csehszlovákia (TCH) | 2:38,2 |    |
| 6.       | Sylvi Saimo                 | Finnország (FIN)    | 2:38,4 |    |
| 7.       | Anna Van Marcke             | Belgium (BEL)       | 2:43,4 |    |
| 8.       | Claire Vautrin              | Franciaország (FRA) | 2:44,4 |    |